# José Antonio Acosta Hernández
José Antonio Acosta Hernández (alias „El Diego“, „El Dientón“, „El Diez“, „El Bablazo“) ist ein mutmaßlicher mexikanischer Verbrecher und Anführer der für das Juárez-Kartell arbeitenden Gruppe La Línea.
Er wurde am 29. Juli 2011 in Ciudad Juárez festgenommen. Es war eine Belohnung von umgerechnet einer Million Euro auf ihn ausgesetzt. Die Behörden werfen ihm die Anordnung von 1.500 Morden an Jugendlichen, Polizisten und Mitgliedern rivalisierender Banden vor. Außerdem soll er an der Tötung von Mitarbeitern des konsularischen Dienstes der Vereinigten Staaten beteiligt gewesen sein. Zusätzlich sollen auf seinen Befehl hin Autobomben für Attentate gegen Bundespolizisten gebaut worden sein. Nach Behördenangaben soll er einer der „gewalttätigsten und radikalsten“ Kriminellen in Chihuahua gewesen sein, dort, wo die Kartelle von Juárez und vom Pazifik das Sagen hätten.

## Verurteilung
Am 5. April 2012 wurde Jose Antonio Acosta-Hernandez in El Paso, im US-Bundesstaat Texas, durch Bundesrichterin Kathleen Cardone zu sieben Mal lebenslang, zusätzlich konsekutiv drei Mal lebenslang, sowie weitere 20 Jahre Bundeshaft verurteilt.